# 蓋斯巴赫河
50°51′47.06″N 9°42′56.56″E / 50.8630722°N 9.7157111°E

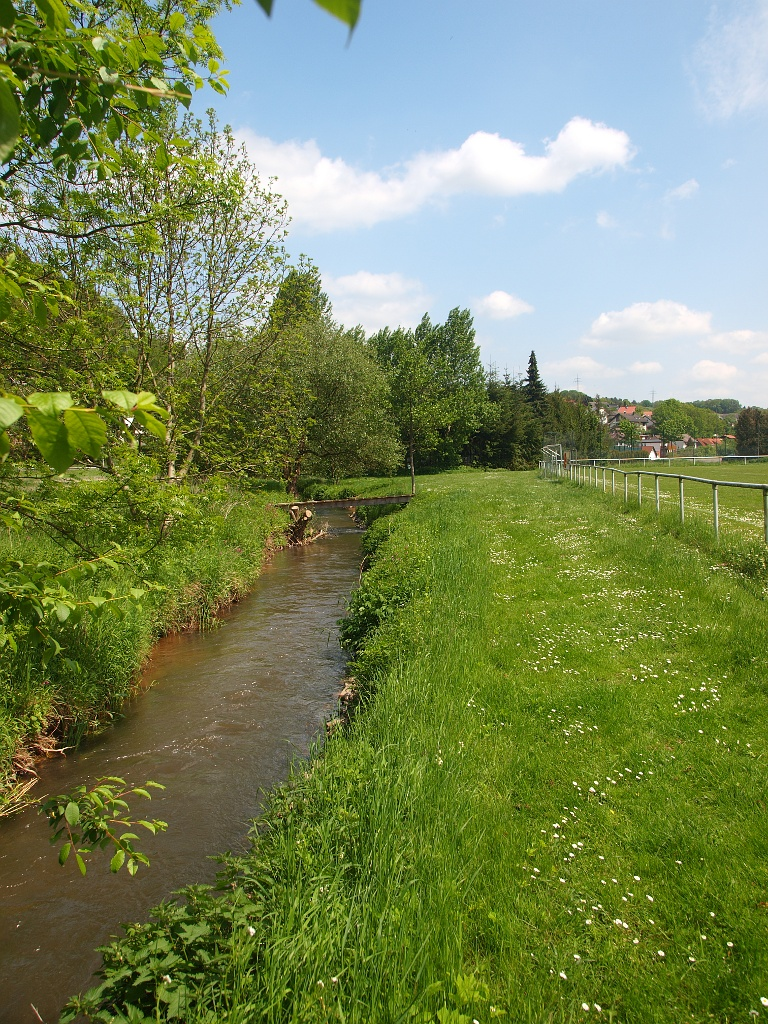

蓋斯巴赫河（德語：Geisbach），是德國的河流，位於該國中部，由黑森州負責管轄，屬於福達河的左支流，河道全長22公里，流域面積76.2平方公里，河口處在巴特黑斯費爾德。